# Saint-Jean-de-la-Rivière

Saint-Jean-de-la-Rivière este o comună în departamentul Manche, Franța. În 1 ianuarie 2022 avea o populație de 366 de locuitori.